# Tetri Bazar
Tetri Bazar (ook wel Siddharthnagar genoemd) is een stad en gemeente in het district Siddharthnagar van de Indiase staat Uttar Pradesh.

## Demografie
Volgens de Indiase volkstelling van 2001 wonen er 21.915 mensen in Tetri Bazar, waarvan 53% mannelijk en 47% vrouwelijk is. De plaats heeft een alfabetiseringsgraad van 62%.